# Raión de Nikolsk (Vólogda)
El raión de Nikolsk (ruso: Нико́льский райо́н) es un distrito administrativo y municipal (raión) ruso perteneciente a la óblast de Vólogda. Se ubica en el sureste de la óblast. Su capital es Nikolsk.
En 2023, el raión tenía una población de 18 845 habitantes. El raión es limítrofe al sur y este con la óblast de Kostromá.

## Subdivisiones
Comprende la ciudad de Nikolsk (la capital, que forma un ayuntamiento urbano sin pedanías) y 213 localidades rurales. Estas últimas se agrupan en seis asentamientos rurales. Dos de estos asentamientos tienen su sede en la capital distrital, y llevan los nombres de "Krasnopoliánskoye" y "Nikólskoye". Los otros cuatro asentamientos rurales, ubicados en zonas periféricas, son Argúnovo, Zavrazhye, Zelentsovo y "Kemskoye" (con sede en Borok).